# Gazipaşa
Gazipaşa ist eine Stadt im gleichnamigen Landkreis der türkischen Provinz Antalya und gleichzeitig ein Stadtbezirk der 1993 geschaffenen Büyükşehir belediyesi Antalya (Großstadtgemeinde/Metropolprovinz). Der Ort liegt ca. 170 Kilometer südöstlich des Stadtzentrums von Antalya und wurde laut Stadtlogo 1948 zur Gemeinde (Belediye) erhoben.
Im Jahr 1999 wurde der Flughafen Gazipaşa (IATA-Kürzel: GZP) gebaut, dessen Landebahn für etliche der gängigen Passagierflugzeuge jedoch zu kurz ist.
Größere Einkommensquellen der Bewohner sind Obst, Gemüse, Holzkohle und Erzminerale. Eine besondere Art von Bananen, die man hier auch Eselsbananen nennt (ähnlich den Kochbananen), wächst nur in dieser Stadt.
Am Ortsrand liegt die antike Stadt Selinus.